# Nuclear Assault
Nuclear Assault (v překladu jaderný úder) je americká thrashmetalová skupina založená v roce 1984.

## Historie

### 80. léta
V roce 1984 skupina Anthrax nahrála své debutové album Fistful of Metal. Členem kapely byl i baskytarista Dan Lilker, který po nahrání alba odešel. Posléze spolu se zpěvákem a kytaristou Johnem Connellym, který byl dříve také členem Anthrax (1981), založil skupinu Nuclear Assault. V roce 1985 přibyli do formace kytarista Mike Bogush a bubeník Scott Duboys. Tuto dvojici po pěti měsících (během nichž nahráli dvě demonahrávky) vystřídali kytarista Anthony Bramante a bubeník Glenn Evans.

## Sestava

### Stávající členové
- John Connelly – zpěv/kytara
- Scott Harrington – kytara
- Dan Lilker –baskytara
- Glenn Evans – bicí

### Bývalí členové

#### Kytaristé
- Mike Bogush – kytara (1984)
- Anthony Bramante – kytara (1986–1992, 2001–2002)
- Dave DiPietro – kytara (1993)
- Eric Burke – kytara (2002–2004)
- Karl Kochran – kytara (2005; pouze na koncertech)

#### Baskytarista
- Scott Metaxas – baskytara (1993)
- Eric Paone – baskytara (1998; pouze na koncertech)

#### Bubeník
- Scott Duboys – bicí (1984)

## Diskografie
Dema
- 1984: Nuclear Assault
- 1985: Live, Suffer, Die

Studiová alba
- 1986: Game Over
- 1988: Survive
- 1989: Handle With Care
- 1991: Out of Order
- 1993: Something Wicked
- 2005: Third World Genocide

Živá alba
- 1992: Live at the Hammersmith Odeon
- 2003: Alive Again

Kompilace
- 1991: Game Over/The Plague
- 1995: Assault & Battery

EP
- 1986: Brain Death
- 1987: The Plague[1]
- 1988: Fight to be Free
- 1988: Good Times Bad Times
- 2003: Live promo

## Videografie
VHS / DVD
- 1989: Handle With Care European Tour '89 (VHS)
- 1991: Radiation Sickness (VHS, v roce 2007 poprvé vydáno na DVD )
- 2006: Louder Harder Faster (DVD)

Videoklipy
- Brainwashed
- Critical Mass
- Trail Of Tears
- Something Wicked
- Long-Haired Asshole
- Price of Freedom